# Cofradía (Jalisco)
Cofradía es una localidad del estado mexicano de Jalisco. Es parte del municipio de Tlajomulco de Zúñiga.

## Demografía
| Gráfica de evolución demográfica |
|                                  |

| Censo | Población |
| ----- | --------- |
| 1900  | 269       |
| 1910  | 250       |
| 1921  | 239       |
| 1930  | 261       |
| 1940  | 270       |
| 1950  | 446       |
| 1960  | 406       |
| 1970  | 642       |
| 1980  | 842       |
| 1990  | 1 095     |
| 2000  | 1 148     |
| 2010  | 1 772     |
| 2020  | 1 835     |